# Liste der Monuments historiques in Avirey-Lingey
Die Liste der Monuments historiques in Avirey-Lingey führt die Monuments historiques in der französischen Gemeinde Avirey-Lingey auf.

## Liste der Immobilien
| Bezeichnung    | Beschreibung            | Standort                                 | Kennzeichnung | Schutzstatus | Datum | Bild           |
| -------------- | ----------------------- | ---------------------------------------- | ------------- | ------------ | ----- | -------------- |
| Kirche St-Phal | aus dem 16. Jahrhundert | Avirey-le-Bois, place de l’Église (Lage) | PA00078024    | Inscrit      | 1925  | weitere Bilder |

## Liste der Objekte
| Bezeichnung    | Beschreibung            | Standort                                     | Kennzeichnung | Schutzstatus | Datum | Bild |
| -------------- | ----------------------- | -------------------------------------------- | ------------- | ------------ | ----- | ---- |
| Kirchenfenster | aus dem 16. Jahrhundert | Avirey-le-Bois, in der Kirche St-Phal (Lage) | PM10000101    | Classé       | 1908  |      |